# Adolf von Baeyer
Johann Friedrich Wilhelm Adolf von Baeyer (Berlín, Alemanya, 1835 - Starnberg, Imperi Austrohongarès, 1917) fou un químic i professor universitari alemany guardonat amb el Premi Nobel de Química l'any 1905.

## Biografia
Va néixer el 31 d'octubre de 1835 a la ciutat alemanya de Berlín. Inicialment va estudiar matemàtiques i física a la Universitat de Berlín abans de traslladar-se a Heidelberg, on va estudiar química amb Robert Bunsen.
Va treballar en el laboratori de Friederich August Kekulé, el qual va exercir una gran influència en la seva formació com especialista en química orgànica, matèria amb la qual aconseguí el doctorat a Berlín l'any 1858. Fou becari a la Berlin Trade Academy l'any 1860 i professor a Estrasburg el 1871. L'any 1875 va succeir a Justus von Liebig com a professor de química a la Universitat de Múnic.
Baeyer morí el 20 d'agost de 1917 a la ciutat de Starnberg, en aquells moments situada a l'Imperi Austrohongarès i avui dia a Alemanya.

## Recerca científica
Entre els seus molts assoliments científics destaquen el descobriment de la fenolftaleïna i la fluoresceïna, derivades de l'àcid úric i l'àcid barbitúric, així com un tipus nou de resina. El 1872 va experimentar amb el fenol, estant a punt de descobrir el que Leo Baekeland posteriorment anomenà bakelita.
Interessat en la química orgànica, i especialment en els colorants, a principis de l'any 1880, i després de més de disset anys de recerca, aconseguí la síntesi de l'indi. El 1883 va establir l'estructura molecular de l'indi però no va ser fins al 1928, onze anys després de la mort de Baeyer, quan es va determinar mitjançant l'ús de la cristal·lografia de raigs X que l'estereoquímica del doble enllaç era trans i no cis com proposava Baeyer.
L'any 1905 fou guardonat amb el Premi Nobel de Química «pel desenvolupament de la química orgànica mitjançant els colorants químics».